# Mars Polaris
Mars Polaris - Deep Space Highway to Red Rocks Pavilion, también conocido como Mars Polaris, es el vigésimo noveno álbum de estudio del grupo alemán de música electrónica Tangerine Dream. Publicado por TDI Music en 1999 destaca por ser un álbum conceptual inspirado en la fallida misión espacial Mars Polar Lander auspiciada por la NASA.
Keith Farley, en su reseña para AllMusic, destaca del álbum que "suena como una representación sorprendentemente precisa de la visita de la sonda no tripulada Mars Polar Lander al Planeta Rojo (...) aunque las atmósferas evocadoras y los efectos gaseosos son ayudados por títulos igualmente descriptivos: «Mars Mission Counter», «Tharsis Maneuver» o «Spiral Star Date (Level P)».

## Producción

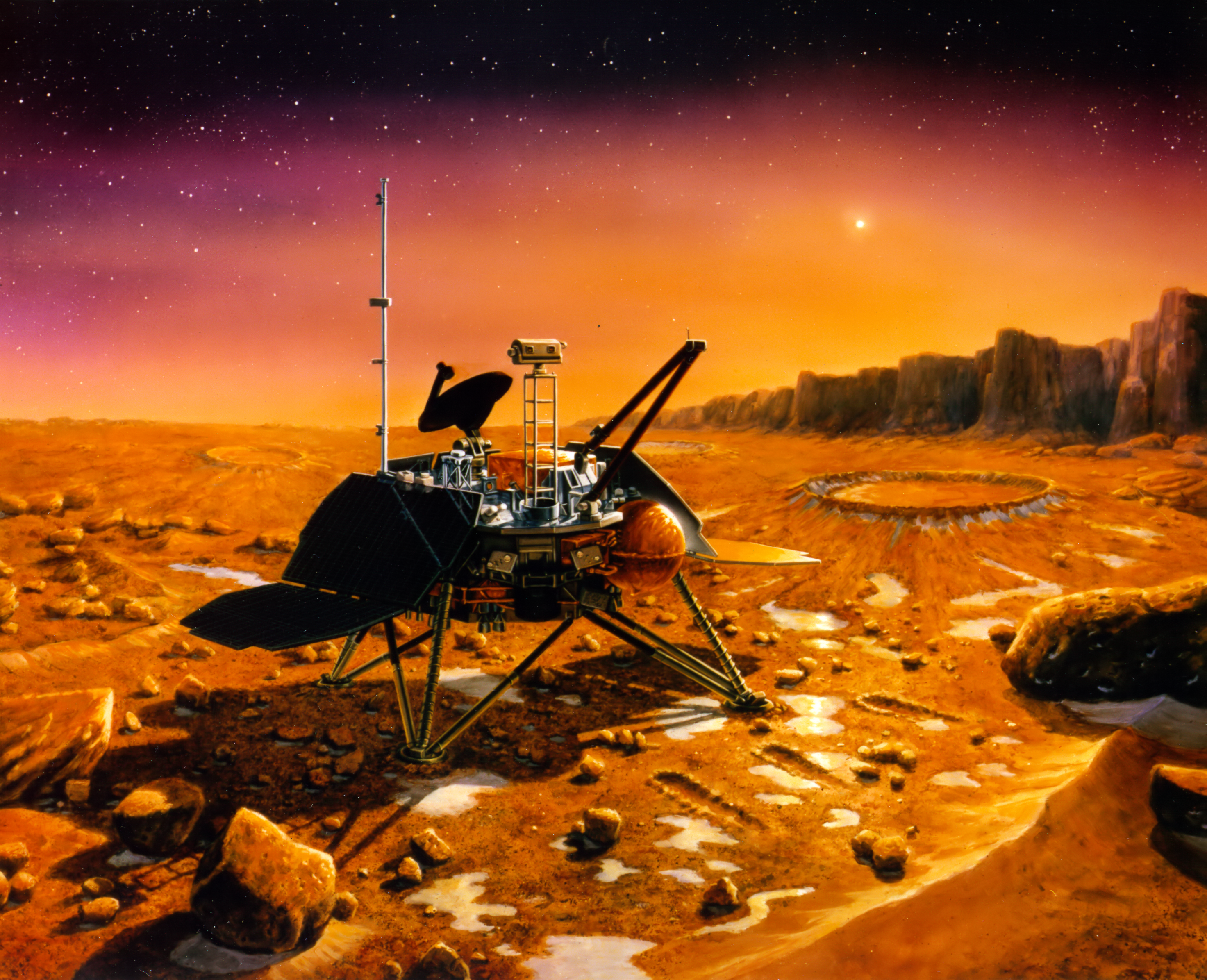
Recreación artística de la nave espacial Mars Polar Lander

Grabado en enero de 1999 en los estudios Eastgate de Viena y en los estudios Mariner de California el álbum contiene diez canciones inspiradas por la misión espacial que se lanzó el 3 de enero de 1999 desde Cabo Cañaveral. No en vano el diseño y el libreto interior contiene amplios detalles de la misión y sobre las características del planeta Marte. En esta ocasión el grupo decidió volver a la composición de temas de larga duración ya que 4 de las canciones están próximas a los 10 minutos de duración para un listado total de 71 minutos.
El álbum se ha reeditado en numerosas ocasiones. Existen dos versiones adicionales del mismo: una de 1999, titulada Mars Polaris - Original Motion Picture Space Reality Soundtrack, publicada poco después del lanzamiento original con canciones también incluidas en su álbum Great Wall Of China y una escaleta diferente; otra reedición de 2007, titulada Mars Mission Counter, que presenta cambios de diseño y el mismo listado que la anterior.

"Mars Mission Counter es una versión diferente de Mars Polaris lo suficientemente diferente para crear una atmósfera ambiental especial y rendir homenaje a la versión original que celebró el inmenso éxito de 1999 cuando la sonda Mars Polar Lander de la NASA se desarrolló para la primera misión a Marte"
Eastgate Music Shop 

## Lista de temas
| N.º   | Título                       | Escritor(es)               | Duración |  |
| 1.    | «Comet's Figure Head»        | Edgar Froese Jerome Froese | 10:02    |  |
| 2.    | «Rim Of Schiaparelli»        | Edgar Froese Jerome Froese | 6:15     |  |
| 3.    | «Pilots Of The Ether Belt»   | Edgar Froese Jerome Froese | 10:15    |  |
| 4.    | «Deep Space Cruiser»         | Edgar Froese Jerome Froese | 4:42     |  |
| 5.    | «Outland (The Colony)»       | Edgar Froese Jerome Froese | 9:15     |  |
| 6.    | «Spiral Star Date (Level P)» | Edgar Froese Jerome Froese | 6:13     |  |
| 7.    | «Mars Mission Counter»       | Edgar Froese Jerome Froese | 5:45     |  |
| 8.    | «Astrophobia»                | Edgar Froese Jerome Froese | 9:57     |  |
| 9.    | «Tharsis Maneuver»           | Edgar Froese Jerome Froese | 4:31     |  |
| 10.   | «Dies Martis (TransMercury)» | Edgar Froese Jerome Froese | 4:00     |  |
| 71:03 |                              |                            |          |  |

## Personal
- Edgar Froese - composición, interpretación, diseño de portada y producción
- Jerome Froese - composición, interpretación y masterización
- Markus Virck - diseño
- Peter Liendl - asistente musical
- Christian Gstettner - ingeniero de sonido (Viena)
- Mark B. Sherman - ingeniero de sonido (Los Ángeles)